# Шевченко, Наталия Юрьевна
Наталия Юрьевна Шевченко (в девичестве — Мекрюкова; род. 11 октября 2000, Гремячий, Вологодская область) — российская лыжница и биатлонистка, многократная чемпионка России по биатлону, призёр молодёжного чемпионата мира по лыжным гонкам. Мастер спорта России по лыжным гонкам и биатлону.

## Биография
Наталия родилась в посёлке Гремячий Сямженского района Вологодской области. Лыжными гонками начала заниматься в районном центре в 6-м классе у Александра Евгеньевича Фатиева, а в 15-летнем возрасте переехала в Тюмень, где училась в школе им. Л.Н.Носковой у тренера Евгения Сергеевича Ванюкова.
Окончила Институт физической культуры при Тюменском государственном университете.
До 2022 года на внутрироссийских соревнованиях выступала за Тюменскую область, сейчас представляет Свердловскую область. 

### Лыжные гонки
Участвовала на всероссийских соревнованиях по лыжным гонкам с февраля 2015 года. Становилась многократным призёром и победителем первенств России в различных возрастных категориях.
Первые успехи пришли в 2017 году, когда Наталия стала победителем первенства Уральского федерального округа и бронзовым призёром Спартакиады учащихся в спринте классическим стилем.
Тогда же вошла в состав юниорской сборной России. 
По итогам сезона 2019/2020 стала первой в рейтинге ФЛГР среди юниорок, впоследствии вошла в группу Юрия Бородавко.
В сезоне 2020/2021 участвовала на Кубке мира, где за 5 гонок лучшим результатом стало 27-е место в спринте на этапе в Давосе.
Перед сезоном 2021/2022 перешла в группу Егора Сорина. В феврале 2022 года на молодёжном чемпионате мира в норвежской Лугне Наталия завоевала бронзовую медаль в спринте свободным стилем. В том же году стала чемпионкой России в составе эстафетной команды Тюменской области. Также становилась победителем и призёром Кубка Восточной Европы.

### Биатлон
В мае 2022 года Наталия объявила о переходе в биатлон. Наставником Наталии стал Михаил Шашилов, а тренером по стрельбе – Юрий Вдовин.
Дебютировала в биатлоне на летнем чемпионате России в Чайковском, заняв 23-е место в спринте.
Первую биатлонную медаль завоевала 19 января 2023 года на этапе Кубка Содружества в Раубичах, выиграв серебро в спринте. На чемпионате России-2023 в Ханты-Мансийске Шевченко выиграла спринт, гонку преследования и эстафету, впервые став трёхкратной чемпионкой страны по биатлону.
В сезоне 2023/24 выиграла три золота на Спартакиаде сильнейших, два – на чемпионатах страны, а также завоевала Кубок России. По итогам всего сезона Наталия была признана СБР лучшей биатлонисткой России.
В межсезонье-2024 спортсменке была проведена операция по коррекции зрения. В сентябре на летнем чемпионате России выиграла бронзу в индивидуальной гонке и серебро в составе эстафетной команды Свердловской области. В январе 2025 года совместно с лыжниками стала победителем коммерческой «Гонки чемпионов» в смешанной эстафете. В феврале на «Кубке сильнейших» в Раубичах выиграла два золота: в спринте и гонке преследования, а также два серебра: в индивидуальной гонке и смешанной эстафете, став самой результативной спортсменкой турнира. По ходу Кубка России Наталия одержала три личных победы и вплоть до последнего этапа была уверенным лидером общего зачёта, но в начале марта заболела и гонки в Златоусте пропустила, расположившись на итоговом 3-м месте. 

## Личная жизнь
В апреле 2022 года вышла замуж за бывшего биатлониста Алексея Шевченко и взяла его фамилию.